# Danieli (Unternehmen)
Die Danieli & C. Officine Meccaniche S.p.A. ist ein italienisches Unternehmen aus Buttrio bei Udine, welches im Anlagenbau für die metallurgische Industrie weltweit zu den führenden Anbietern gehört.
Danieli baut unter anderem Walzwerke, Stranggussanlagen, Röhrenwerke sowie komplette Hochöfen.
Gegründet wurde das Unternehmen 1914 durch die Brüder Mario und Tino Danieli.

## Werke
- Danieli Italien, Buttrio,  Italien
- Danieli Thailand, Rayong,  Thailand
- Danieli Indien, Andhra Pradesh,  Indien
- Danieli Österreich, Völkermarkt,  Österreich
- Danieli China, Changshu,  Volksrepublik China
- Danieli Deutschland, Meinerzhagen,  Deutschland

Weitere Standorte befinden sich in Brasilien, Frankreich, Japan, Niederlande, Schweden, Spanien, Vereinigtes Königreich und Vereinigte Staaten.
Quelle: 